# Rhagonycha meridionalis
Rhagonycha meridionalis là một loài bọ cánh cứng trong họ Cantharidae. Loài này được Dahlgren miêu tả khoa học năm 1975.